# Le Brévedent
Le Brévedent település Franciaországban, Calvados megyében. Lakosainak száma 203 fő (2022. január 1.). Le Brévedent Blangy-le-Château, Le Faulq, Le Pin és Saint-Philbert-des-Champs községekkel határos.

## Népesség
A település népességének változása:
| Lakosok száma | 94   | 94   | 101  | 151  | 169  | 172  | 172  | 166  | 178  | 203  |
|               | 1968 | 1982 | 1990 | 2006 | 2013 | 2015 | 2017 | 2019 | 2020 | 2022 |